# Sīāh Manşūr-e Soflá
Sīāh Manşūr-e Soflá (persiska: سياه منصورِ پائين, سيّاه مَنسور, سياه منصورِ سفلى, سِياه مَنصورِ سُفلَى, سياه مَنسور, Sīāh Manşūr-e Pā’īn) är en ort i Iran.   Den ligger i provinsen Bushehr, i den centrala delen av landet, 700 km söder om huvudstaden Teheran. Sīāh Manşūr-e Soflá ligger 79 meter över havet och antalet invånare är 111.
Terrängen runt Sīāh Manşūr-e Soflá är platt.Runt Sīāh Manşūr-e Soflá är det ganska glesbefolkat, med 43 invånare per kvadratkilometer. Närmaste större samhälle är Āb Pakhsh, 17,5 km söder om Sīāh Manşūr-e Soflá. Omgivningarna runt Sīāh Manşūr-e Soflá är i huvudsak ett öppet busklandskap.